# Robert H. Abeles
Robert Heinz Abeles (* 14. Januar 1926 in Wien, Österreich; † 18. Juni 2000) war ein US-amerikanischer Chemiker, der insbesondere die Wirkungsweise von Enzymen erforschte.

## Leben
Abeles kam 1939 als Flüchtling mit seiner Familie in die USA nach Chicago. Während des Zweiten Weltkriegs war er Soldat in Europa (wobei er als Dolmetscher bei Verhören von deutschen Kriegsgefangenen arbeitete). Er studierte Chemie an der University of Chicago, mit dem Master-Abschluss 1950. 1955 wurde er an der University of Colorado in Biochemie bei Cosmo G. Mackenzie promoviert. Als Post-Doktorand war er bei Frank Westheimer an der Harvard University. 1957 wurde er Assistant Professor an der Ohio State University, 1960 Assistant Professor (später Associate Professor) an der University of Michigan und 1964 Associate Professor sowie später Professor für Biochemie an der Brandeis University. Mit William Jencks (1927–2007) machte er Brandeis zu einem Zentrum der Enzymforschung.
Abeles entdeckte die Wirkung ganzer Klassen von Enzymen in der Biochemie, unter anderem die Wirkung des Vitamin-B12-Coenzyms. Daneben entwickelte er Enzym-Inhibitoren, was auch Ansätze für neue Medikamente lieferte. Beispielsweise entwickelte er die ersten Selbstmord-Inaktivatoren (Suicide inactivators), die anfangs wie die ursprünglichen Enzyme wirken, dann aber zur Inaktivierung der Enzym-Wirkung führen.
1995 erhielt er den Welch Award in Chemistry, 1987 den Edward E. Swissman-Bristol Myers Award in Medicinal Chemistry, 1988 den Repligen Award in the Chemistry of Biological Processes, 1990 den Alfred E. Bader Award der American Chemical Society, 1994 den William Rose Award und 1994 den Alexander von Humboldt Senior Scientist Award. Er war Ehrendoktor der Universität Chicago und Mitglied der National Academy of Sciences, der American Philosophical Society und der American Academy of Arts and Sciences.
Nachdem Robert Abeles schon an der Hodgkin-Krankheit litt, kam am Ende seines Lebens noch eine Parkinson-Krankheit hinzu.